# 手袋を持つ男 (ティツィアーノの絵画)
『手袋を持つ男』（てぶくろをもつおとこ、仏: L'Homme au gant、英: Man with a Glove）は、イタリア・ルネサンスのヴェネツィア派の巨匠ティツィアーノ・ヴェチェッリオが1520-1522年ごろ、キャンバス上に油彩で制作した絵画である。初期の代表的な肖像画の1つで、右端の石塊には「TITIANVS F」の署名がある。モデルの人物については何人かの名前が挙げられてきたが、はっきりとは特定されていない。作品は、パリのルーヴル美術館に所蔵されている。

## 歴史
絵画は、マントヴァのゴンザーガ家のコレクションに由来する。1627年にチャールズ1世 (イングランド王) に購入されたが、1649年の斬首による王の処刑後の競売で、ケルンの銀行家エバーハルト・ジャーバッハに取得された。最終的に作品はルイ14世の手中に入り、1792年にヴェルサイユ宮殿からルーヴル美術館に移された。
薄髭を生やした20歳前後とみられるモデルの貴公子は、はっきりとは特定化されていない。1527年にピエトロ・アレティーノからフェデリーコ２世・ゴンザーガに宛てた手紙で触れられている、ジェノヴァの貴族でカール5世 (神聖ローマ皇帝)  のヴェネツィア大使であったジロラモ・アドルノ (Girolamo Adorno)  であるのかもしれない。また、フェデリーコ2世のヴェネツィアにおける代理人ジャンバッティスタ・マラテスタ (Giambattista Malatesta) であるのかもしれない。ほかの仮説によれば、1523年に16歳であったフェランテ・ゴンザーガである可能性もある。

## 作品
絵画は、平坦な黒い背景を背にした男性の4分の3正面向きの姿を表わしている。黒い服を身に着けたモデルの人物を暗い空間に置き、顔と両手に光をあてるという手法はティツィアーノ得意のものであるが、この画面でもその効果は絶妙である。人物は左腕を膝に置いて、画面左側のどこか定まらない点を見ているようである。右手は、当時の流行であった手袋を指さしているのかもしれない。彼は、やはり当時の流行であった幅広の上着と白いシャツを身に着けている。
男性の手袋をした左手は、もう1つの皮手袋 (当時の最も洗練された紳士に使用されたアクセサリー) を持っている。右手には富裕さの象徴である金色の指輪を着けており、胸にはサファイアと真珠のあるネックレスを着けている。

## 大衆文化との関わり
フレッド・セイバーへーゲンの『バーサーカー』シリーズの短編『芸術の庇護者 (Patron of the Arts)』 (1965年8月の『もしもの世界 (Worlds of If)』に最初に登場した)　では、太陽系近くでの宇宙戦争の後に、人間の芸術家と機械が宇宙船で芸術とティツィアーノの『手袋を持つ男』の価値について論じる。この短編では、人々は、人類のすべての重要な芸術品を「タウ・エプシロン (Tau Epsilon)」に送るために疎開用宇宙船に積み込む。
アルベール・カミュの1971年の小説『幸福な死』 では、パトリス・ムルソー (Patrice Meursault) が理想主義者だと評するエリアーヌ (Eliane) という女性の登場人物は、自分がティツィアーノの『手袋を持つ男』と似ていると思っており、彼女の部屋にその様々な複製を飾っている。